# (43823) 1992 SV24
(43823) 1992 SV24 là một tiểu hành tinh vành đai chính. Nó được phát hiện bởi Henry E. Holt ở Đài thiên văn Palomar ở Quận San Diego, California, ngày 29 tháng 9 năm 1992.